# Kalinov
Kalinov es un municipio del distrito de Medzilaborce en la región de Prešov, Eslovaquia, con una población estimada a final del año 2024 de 243 habitantes.
Se encuentra ubicado al noreste de la región, cerca del río Laborec (cuenca hidrográfica del río Tisza) y de la frontera con Polonia.

## Demografía
| Año        | 1994 | 2004     | 2014     | 2024     |
| ---------- | ---- | -------- | -------- | -------- |
| Población  | 367  | 304      | 273      | 243      |
| Diferencia |      | −17,16 % | −10,19 % | −10,98 % |

| Año        | 2023 | 2024 |
| ---------- | ---- | ---- |
| Población  | 243  | 243  |
| Diferencia |      | +0 % |